# Teodosio (nome)
Teodosio  è un nome proprio di persona italiano maschile.

## Varianti
- Femminili: Teodosia[2]

### Varianti in altre lingue
- Azero: Feodosi
- Catalano: Teodosi
- Croato: Teodozije
- Francese: Théodose
- Greco antico: Θεοδόσιος (Theodosios)[1]
  - Femminili: Θεοδοσια (Theodosia)[3]
- Latino: Theodosius[1][2]
  - Femminili: Theodosia[2]
- Lettone: Teodosijs

- Lituano: Teodosijus
- Polacco: Teodozy, Teodozjusz
  - Femminili: Teodozja[3]
  - Ipocoristici femminili: Dosia[3]
- Portoghese: Teodósio[1]
- Rumeno: Teodosiu, Teodosie
- Russo: Феодосий (Feodosij)[1]
  - Femminili: Феодосия (Feodosija)

- Serbo: Теодосије (Teodosije)
  - Femminili: Теодосија (Teodosija)[3]
- Slovacco: Teodóz
- Sloveno: Teodozij
- Spagnolo: Teodosio[1]
- Ungherese: Theodósziosz
- Ucraino: Феодосій (Feodosij)

## Origine e diffusione
Deriva dal nome greco Θεοδόσιος (Theodosios), latinizzato in Theodosius; è composto da θεος (theos, "dio"), e δοσις (dosis, "che dà"); il significato può essere interpretato come "che dà a [un] dio" o "dato divinamente" (in quest'ultimo caso, analogo a quello dei nomi Teodoro e Doroteo).

## Onomastico
Numerosi sono i santi con questo nome; l'onomastico può essere pertanto celebrato in una qualsiasi delle date seguenti:
- 11 gennaio, san Teodosio il Cenobiarca, monaco, amico di san Saba[4]
- 17 gennaio, san Teodosio I il Grande, imperatore[4]
- 23 marzo, santa Teodosia, martire a Cesarea marittima con altri compagni sotto Flavio Claudio Giuliano[4]
- 26 marzo, san Teodosio, martire con Emanuele e Quadrato in Anatolia[4]
- 3 maggio, san Teodosio di Pečers'k, monaco cenobita e fondatore del Monastero delle Grotte di Kiev[4]
- 17 luglio, san Teodosio, vescovo di Auxerre[4]
- 18 luglio, santa Teodosia, monaca e martire a Costantinopoli sotto Leone l'Isaurico[4]
- 29 luglio, san Teodosio II il Giovane, imperatore[4]
- 7 agosto, beato Teodosio Rafael, religioso lasalliano e martire con altri compagni a Boca de Congosto (Spagna)[4]
- 30 agosto, san Teodosio, vescovo di Oria[4]
- 27 novembre, san Teodosio di Turnovo, anacoreta[4]

## Persone

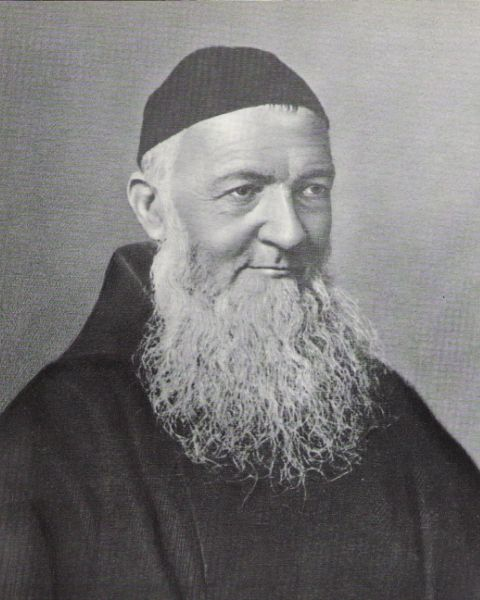
Teodosio Florentini

- Teodosio, monaco russo, metropolita di Mosca dal 1461 al 1464
- Teodosio I di Alessandria, patriarca di Alessandria
- Teodosio di Bitinia, noto anche come Teodosio Tripolita, matematico e astronomo greco antico
- Teodosio di Pečers'k, monaco e santo ucraino
- Teodosio Aimoni, politico italiano
- Teodosio I Borradiote, vescovo bizantino, Patriarca ecumenico di Costantinopoli
- Teodosio Florentini, religioso svizzero

### Sovrani

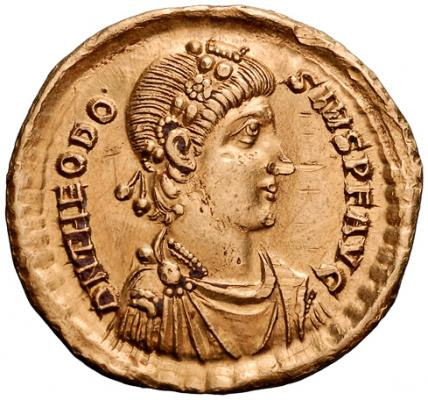
Teodosio I

- Teodosio (583 – 602), figlio dell'Imperatore bizantino Maurizio e coimperatore
- Flavio Teodosio o Conte Teodosio, chiamato anche Teodosio il Vecchio (... – 376), generale romano padre dell'imperatore Teodosio I
- Teodosio I o Flavio Teodosio, chiamato Teodosio il Grande dagli scrittori cristiani (347 – 395), imperatore romano
- Teodosio II detto il Giovane (401 – 450), imperatore romano d'Oriente
- Teodosio III (... – 722), imperatore bizantino
- Teodosio di Braganza (1634 – 1653), Principe del Brasile e duca di Braganza
- Teodosio I di Braganza (1520 – 1563), quinto duca di Braganza e terzo duca di Guimarães
- Teodosio II di Braganza (1568 - ...), duca di Braganza, figlio di Giovanni I di Braganza
- Teodosio di Valacchia, voivoda di Valacchia

### Varianti maschili

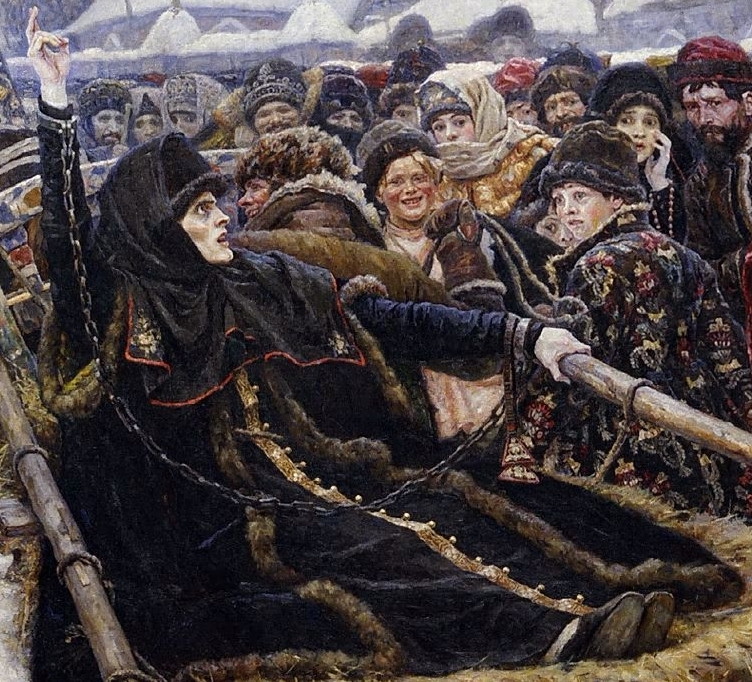
Feodosija Prokof'evna Morozova

- Theodosios V Dahan, arcieparca di Beirut e patriarca della Chiesa melchita
- Teodósio Clemente de Gouveia, cardinale portoghese
- Theodosius Dobzhansky, genetista e biologo ucraino
- Teodosij Spasov, compositore e musicista bulgaro

### Variante femminile Teodosia
- Teodosia, moglie di Leone V l'Armeno
- Teodosia da Costantinopoli, monaca e santa greca
- Pulcheria Teodosia, figlia di Teodosio I

### Altre varianti femminili
- Feodosija Prokof'evna Morozova, nobile, monaca e santa russa